# Banco Central Europeo

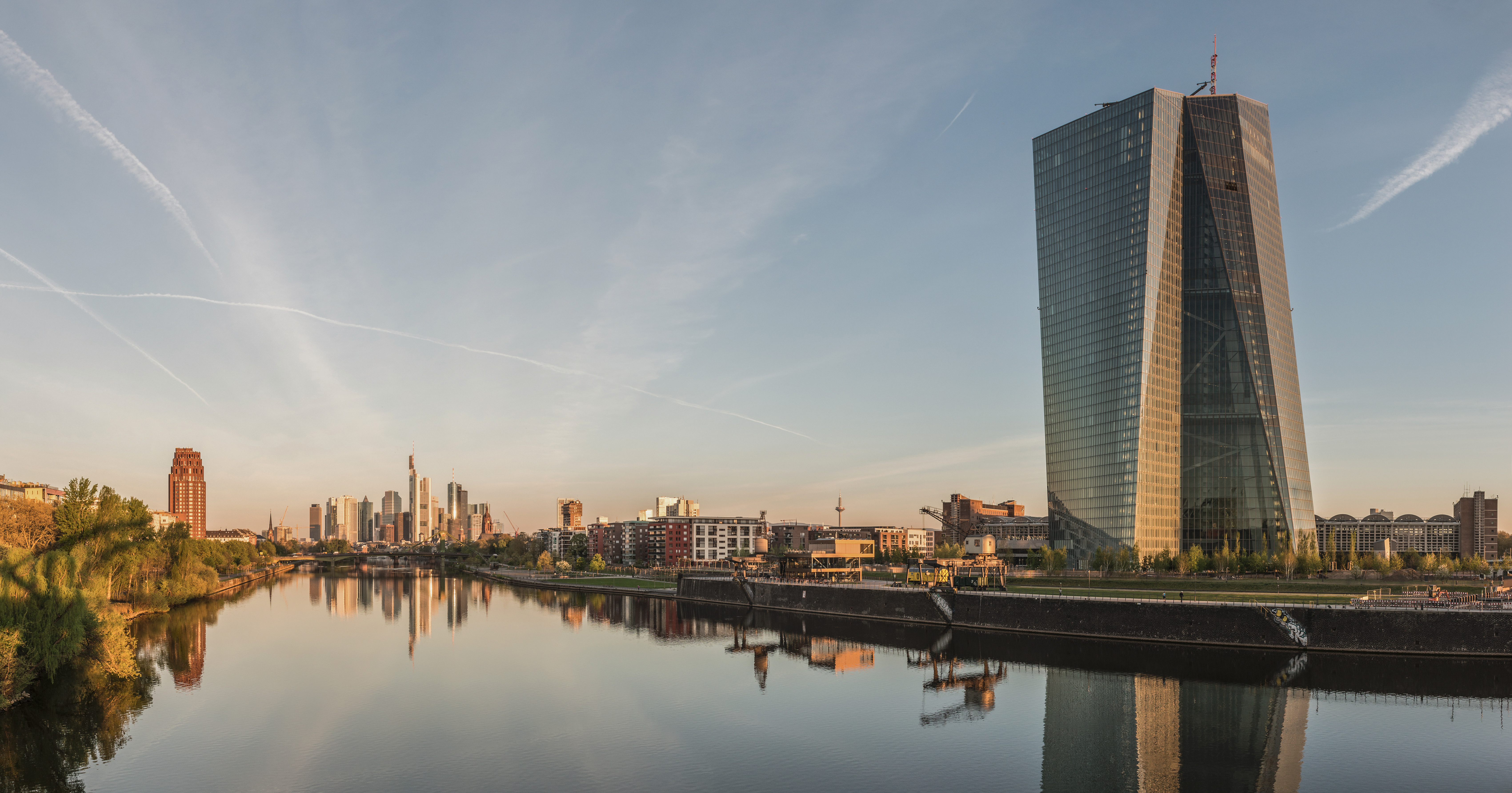
Vista del skyline de Fráncfort del Meno junto al edificio del BCE

El Banco Central Europeo (BCE) es el banco central de los Estados de la Unión Europea que tienen el euro como moneda (eurozona). Dirige el Eurosistema y conforma también, junto con los bancos centrales nacionales de los demás Estados miembros ajenos a la eurozona, el Sistema Europeo de Bancos Centrales. El Banco Central Europeo se creó en junio de 1998 como órgano encargado de la ejecución y gestión de la política monetaria de la Unión. Tiene su sede en Fráncfort del Meno y está presidido por Christine Lagarde (2019). En la actualidad se encuentra regulado en los artículos 282 a 284 del Tratado de Funcionamiento. No fue hasta el año 2009 con el Tratado de Lisboa cuando adquirió la condición de institución de la Unión Europea.
A diferencia de otros organismos como, por ejemplo, la Reserva Federal de los Estados Unidos, el objetivo principal del Banco Central Europeo es la estabilidad de precios en la zona euro, definida por el Consejo de Gobierno como una inflación (índice de precios al consumo armonizado) cercana al 2 % a medio plazo, aparte tiene además objetivos prioritarios tales como el crecimiento económico y el pleno empleo.
Las principales tareas del Banco Central Europeo son definir y ejecutar la política monetaria de la zona euro, dirigir las operaciones de cambio de divisas, cuidar de las reservas internacionales del Sistema Europeo de Bancos Centrales y promover el buen funcionamiento de la infraestructura del mercado financiero. Además, tiene el derecho exclusivo de autorizar la emisión de billetes de euro. Los Estados miembros pueden emitir monedas de euro, pero la cantidad debe ser autorizada de antemano por el BCE.
El Banco Central Europeo también debe cooperar  a nivel internacional con organismos y entidades de terceras partes. Por último, contribuye a mantener un sistema financiero estable y a la vigilancia del sector bancario europeo. Esto se pudo observar, por ejemplo, en la intervención del BCE durante la crisis crediticia de 2007, en la que se prestó millones de euros a los bancos para estabilizar el sistema financiero.
Aunque el BCE se rige directamente por la legislación de la Unión Europea de rango superior a la legislación mercantil aplicable a las empresas privadas, su puesta en marcha se asemejó a la de una sociedad anónima en el sentido de que el BCE tiene acciones y capital social. Su capital actual es de 10 760 millones de euros, que está en manos de los bancos centrales de los Estados miembros que actúan como accionistas, aunque inicialmente contaba con 5760 millones. La clave (distribución) de la asignación de capital inicial se determinó en 1998 basada en la población de los estados y el PIB, pero esa clave es regulable y ha sido modificada en seis ocasiones. Las acciones del BCE no son transferibles y no pueden utilizarse como garantía.
La sede del Banco Central Europeo se encuentra en Fráncfort del Meno, el centro financiero más grande de la Unión Europea, y su ubicación en esa ciudad se fijó en el Tratado de Ámsterdam junto con la de otras importantes instituciones y agencias comunitarias. En concreto, el banco ocupó inicialmente como sede física la conocida como Eurotower, hasta que se trasladó a su sede propia en 2015.

## Historia

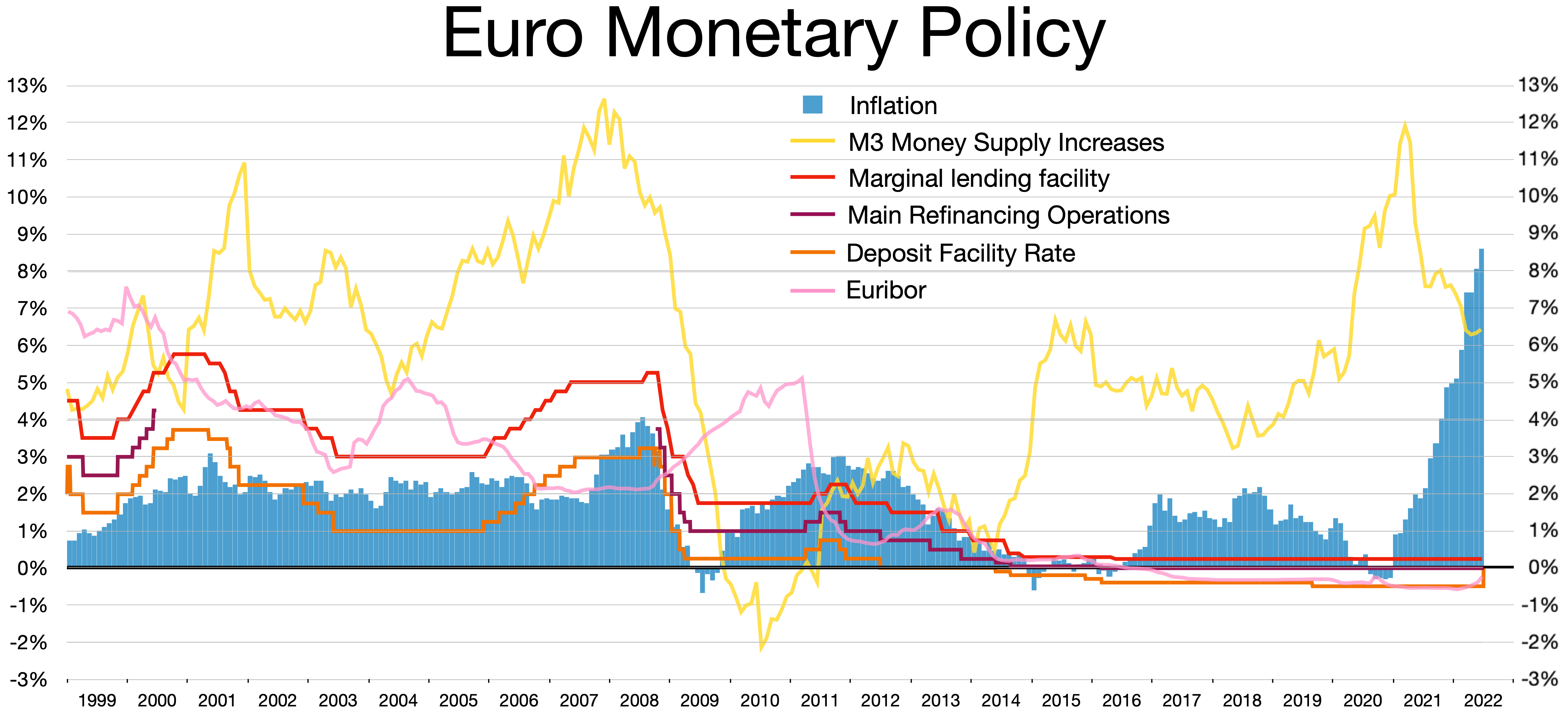
Política monetaria del euro entre 1999 y 2022 (en inglés)
Inflación eurozona año/año
Incremento de la oferta monetaria M3
Facilidad de préstamo marginal
Principales Operaciones de Refinanciación
Tasa de la facilidad de depósito
Euribor

El Banco Central Europeo es el sucesor de facto del Instituto Monetario Europeo, institución que fue creada al comienzo de la segunda fase o etapa de la Unión Económica y Monetaria de la Unión Europea para manejar los problemas de transición a la nueva moneda por parte de los países que iban a adoptar el euro y para preparar la creación del propio BCE y del Sistema Europeo de Bancos Centrales.
El 2 de mayo de 1998, el Consejo Europeo, en su composición de jefes de Estado y de Gobierno, decidió por unanimidad que once Estados miembros (Bélgica, Alemania, Francia, Irlanda, Italia, España, Luxemburgo, los Países Bajos, Austria, Portugal y Finlandia) cumplían las condiciones necesarias para la adopción de la moneda única, que se llevaría a cabo el 1 de enero de 1999. Dichos países participarían, por tanto, en la tercera fase de la Unión Económica y Monetaria
Europea (UEM).[cita requerida] Los jefes de Estado o de Gobierno llegaron asimismo a un acuerdo político con relación a las personas que habrían de recomendarse como miembros del Comité Ejecutivo del BCE. Dos países, aunque pudieron adoptar el euro como moneda, por referéndum popular, no se incorporaron a la zona euro: Reino Unido y Dinamarca.[cita requerida]
Al mismo tiempo, los ministros de Economía de los Estados miembros que han adoptado la moneda única acordaron, junto con los gobernadores de los bancos centrales nacionales de dichos países, la Comisión Europea y el Instituto Monetario Europeo (IME), que los tipos de cambio centrales bilaterales del Sistema Monetario Europeo (SME) de las monedas de los Estados miembros participantes serían utilizados para determinar los tipos de conversión irrevocable del euro.[cita requerida]
El Instituto Monetario Europeo fue sustituido formalmente por el BCE el 1 de junio de 1998 en virtud del Tratado de la Unión Europea (también denominado Tratado de Maastricht, por la ciudad en la que fue firmado), sin embargo, no hizo uso de sus plenos poderes hasta la introducción del euro el 1 de enero de 1999, dando comienzo a la tercera fase de la UEM. El Banco Central Europeo era la institución final necesaria para esta unión monetaria, tal como se indicó en los informes de la propia UEM, de Pierre Werner y del expresidente de la Comisión Europea Jacques Delors.
El primer presidente del BCE fue Wim Duisenberg, que había sido presidente del Banco de los Países Bajos, ministro de Finanzas de dicho país y presidente del Instituto Monetario Europeo. A pesar de esto, el gobierno francés prefería para este cargo a Jean-Claude Trichet, que era gobernador del Banco de Francia; y que finalmente le acabaría sucediendo.
También hubo disputas sobre la dirección ejecutiva del BCE ya que el Reino Unido exigió formar parte de ella a pesar de su negativa a unirse a la eurozona y no adoptar el euro. Bajo la presión de Francia, tres puestos en la dirección fueron asignados a los miembros más grandes (Francia, Alemania e Italia), y España reclamó un cargo que acabó consiguiendo. A pesar de este sistema de nombramiento que podría parecer sujeto a las directrices de los Estados miembros, la dirección afirmó su independencia desde el principio con su resistencia a las convocatorias de las tasas de interés y futuros candidatos a la misma por parte de los gobiernos.
En el momento de la creación del Banco Central Europeo, la zona euro estaba formada por once miembros, a los que se sumaron
- Grecia en enero de 2001,
- Eslovenia en enero de 2007,
- Chipre y Malta en enero de 2008,
- Eslovaquia en enero de 2009,
- Estonia en enero de 2011,
- Letonia en enero de 2014,
- Lituania en enero de 2015 y
- Croacia en enero de 2023,

ampliando así el alcance del banco y el número de miembros de su consejo de administración.
Con la entrada en vigor, el 1 de diciembre de 2009 del Tratado de Lisboa, el Banco Central Europeo obtuvo la condición de institución de la Unión Europea.

## Funciones y objetivos

### Objetivo

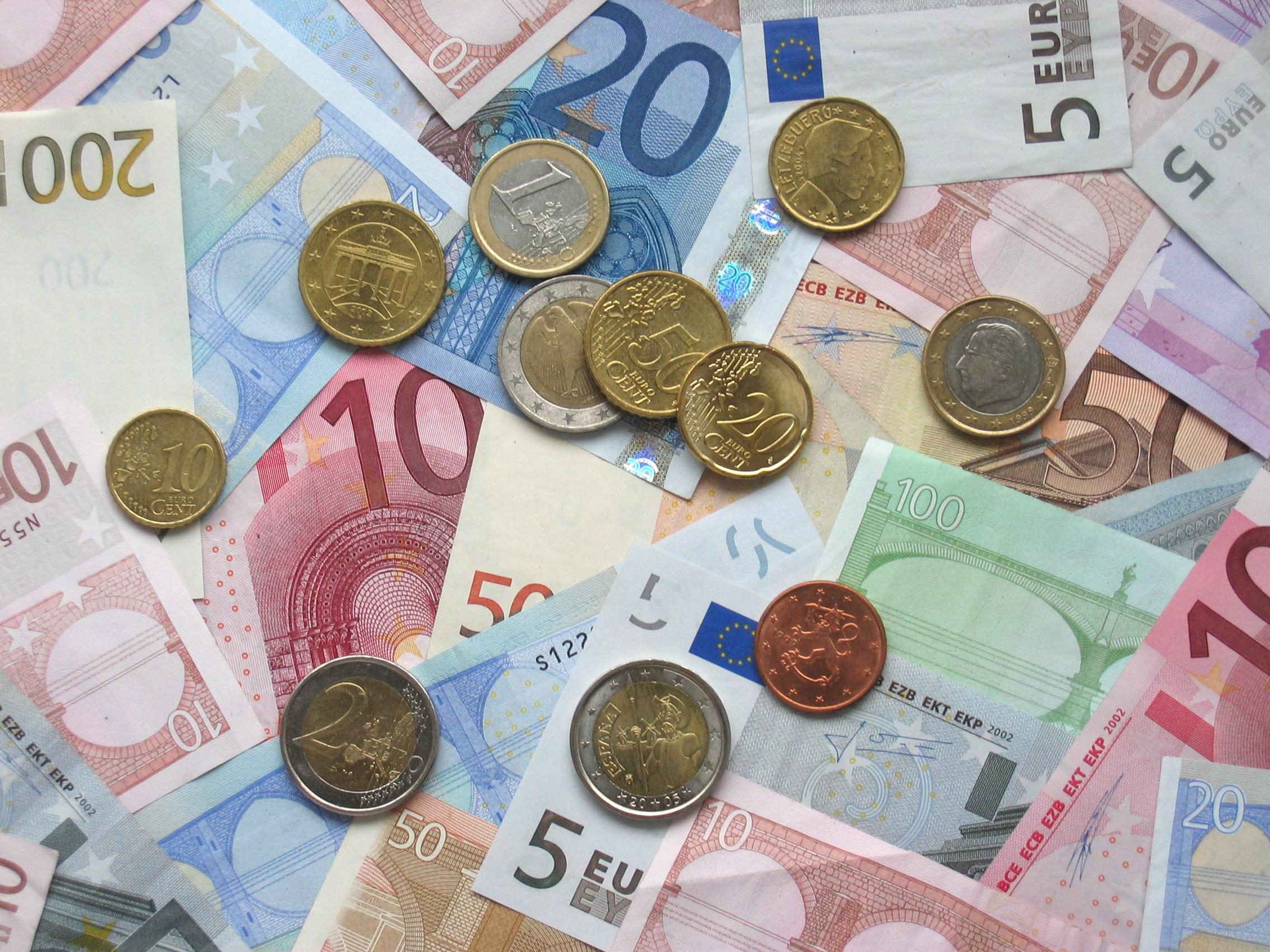
Monedas y billetes de euro.

El objetivo principal del Banco Central Europeo es mantener la estabilidad de precios en la zona euro, es decir, mantener la inflación en niveles bajos con objeto de salvaguardar el valor del euro. El Consejo de Gobierno define la estabilidad de precios como una inflación (medida como Índice de Precios de Consumo Armonizado) de alrededor del 2%. A diferencia de otros organismos como, por ejemplo, la Reserva Federal de los Estados Unidos, el BCE solo tiene ese objetivo principal, con otros objetivos subordinados a él.

### Funciones básicas
Las principales tareas del Eurosistema, y por ende, del Banco Central Europeo, son definir y ejecutar la política monetaria de la zona euro, dirigir las operaciones de cambio de divisas, cuidar de las reservas exteriores del Sistema Europeo de Bancos Centrales y promover el buen funcionamiento de los sistemas de pagos e infraestructura del mercado financiero. Además, el BCE tiene el derecho exclusivo de autorizar la emisión de billetes de euro. Los Estados miembros pueden emitir monedas de euro, pero la cantidad debe ser autorizada de antemano por el BCE.
Otras tareas incluyen la recopilación de la información estadística necesaria para llevar a cabo sus funciones y la contribución a la estabilidad financiera y supervisión prudencial del sistema financiero. Asimismo, siempre que lo requieran las funciones asignadas al Eurosistema, el BCE mantiene estrechas relaciones de cooperación con las instituciones internacionales y a nivel europeo.

### Consideraciones sobre la ejecución de la política monetaria

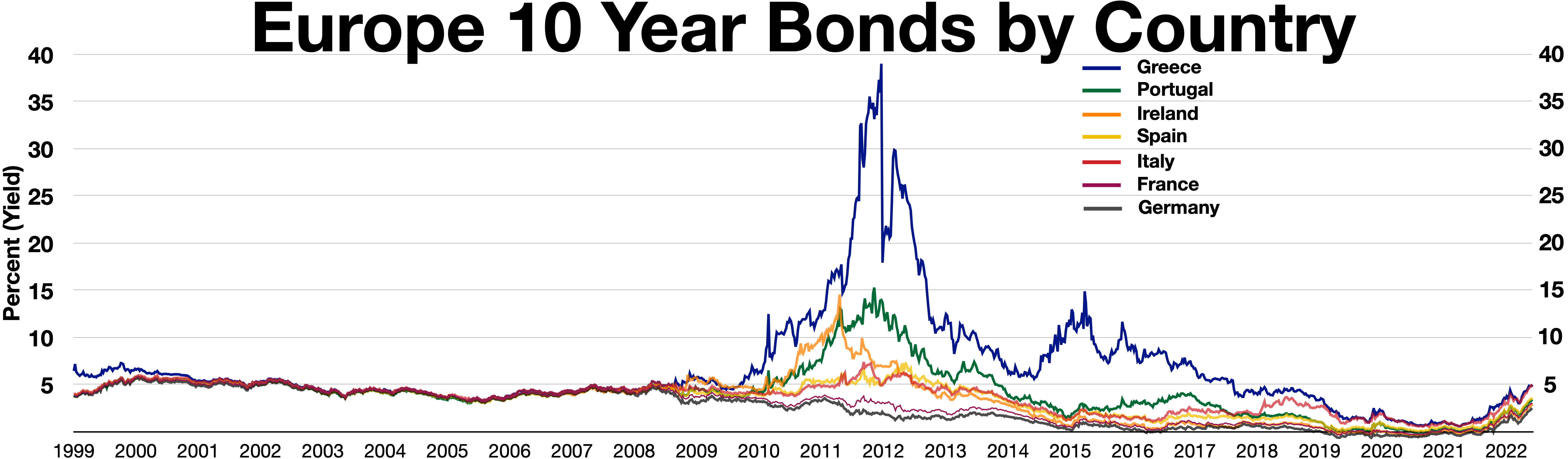
Bonos europeos a 10 años, antes de la crisis del euro los bonos flotaban juntos en paridad
bonos a 10 años de Grecia
bonos a 10 años de Portugal
bonos a 10 años de Irlanda
bonos a 10 años de España
bonos a 10 años de Italia
bonos a 10 años de Francia
bonos a 10 años de Alemania

A diferencia del estilo de la banca central de los Estados Unidos, en el que la liquidez se presenta a la economía a través de la compra de bonos del Tesoro por parte de la Reserva Federal (o Fed), el Eurosistema utiliza un método diferente en el que hay alrededor de 1500 bancos elegibles que pueden pujar por contratos de reporto en corto plazo que van desde las dos semanas a los tres meses de duración.
En efecto, los bancos piden prestado dinero en efectivo y deben devolverlo. Los cortos períodos de tiempo en la duración del préstamo permiten que las tasas de interés se ajusten continuamente. Cuando vencen los títulos de reporto, los bancos participan nuevamente. Un incremento en la cantidad de títulos que se ofrecen en la subasta de bonos permite un aumento de la liquidez en la economía, mientras que una disminución tiene el efecto contrario. Los contratos se realizan sobre el activo del balance del Banco Central Europeo y los depósitos resultantes en los bancos miembros se contabilizan como pasivo. En términos simples, la responsabilidad del Banco Central es la del dinero, y un aumento de los depósitos en los bancos miembros llevado como pasivo del Banco Central, significa que más dinero se ha puesto en la economía.[cita requerida]
Para recibir la aprobación para poder participar en las subastas, los bancos deben ser capaces de ofrecer una prueba de garantía en forma de préstamos a otras entidades. Estos préstamos suelen ser en forma de compra de deuda pública de los Estados miembros, pero también se aceptan una amplia gama de valores de la banca.
Parte de los estrictos requisitos para acceder a la Unión Europea se diseñaron, especialmente el de tener en cuenta la deuda soberana como un porcentaje del producto interno bruto de cada estado miembro, para asegurar que los activos que se ofrecen como garantía al Banco Central Europeo son, al menos en teoría, todos igualmente buenos y protegidos contra el riesgo de inflación.
La crisis económica y financiera que comenzó en el año 2008 puso de manifiesto algunas debilidades relativas a la deuda soberana de ciertos países miembros, como Portugal, Irlanda, Grecia y España. Estos «valores débiles» no se limitan únicamente a los países de emisión de la deuda, sino que han sido mantenidos por los bancos de otros Estados miembros. En la medida en que los bancos autorizados para obtener préstamos del BCE han puesto en peligro la garantía, su capacidad para obtener préstamos del BCE, y por tanto la liquidez del sistema económico, se ha visto afectada.
La amenaza de la pérdida de liquidez llevó al Banco Central Europeo a llevar a cabo operaciones de rescate financiero. Sin embargo, la deuda soberana débil no ha sido la única fuente en los últimos años de fragilidad en las operaciones del BCE. También lo fue el colapso del mercado en dólares de los Estados Unidos con las denominadas obligaciones de deuda colateralizada, que dio lugar a intervenciones a gran escala en colaboración con la Fed.
Las operaciones de rescate que implican la deuda soberana han incluido el desplazar temporalmente los activos tóxicos o débiles de los balances de los bancos con problemas al balance del Banco Central Europeo. Dicha acción es considerada como un acto de monetización y puede resultar una amenaza inflacionaria, mediante la cual los países más fuertes llevarían la carga de la expansión monetaria (y la inflación potencial) con el fin de salvar a los países miembros más débiles. La mayoría de los bancos centrales prefieren mover activos débiles de sus balances con algún tipo de acuerdo en cuanto a cómo seguirá siendo mantenida la deuda. Esta preferencia por lo general ha llevado al BCE a argumentar que los países miembros más débiles deben por un lado dedicar parte de los ingresos nacionales a garantizar la deuda y por otro reducir un amplio rango de los gastos nacionales para poder hacer frente a sus pagos pendientes que asfixian la economía.

## Organización

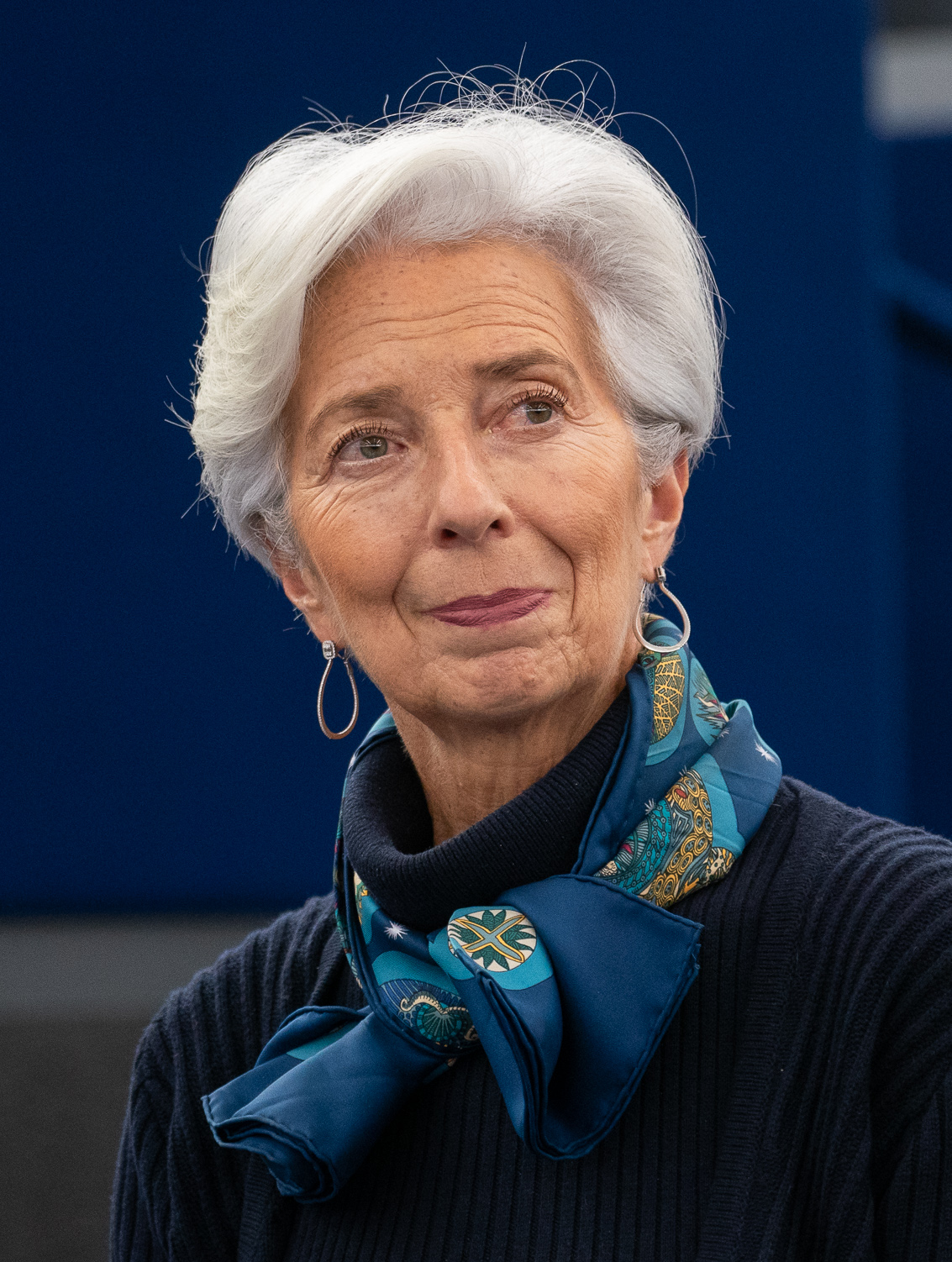
Christine Lagarde, presidenta del BCE desde el 1 de noviembre de 2019.

El trabajo del BCE se organiza mediante los siguientes órganos de gobierno:
- El Comité Ejecutivo
- El Consejo de Gobierno
- El Consejo General
- El Consejo de Supervisión

### Comité Ejecutivo
El Comité Ejecutivo está formado por el presidente del BCE, el vicepresidente y otros cuatro miembros, todos designados por común acuerdo de los presidentes o primeros ministros de los países de la zona euro. Su mandato es de ocho años, y no renovable.
El Comité es responsable de aplicar la política monetaria definida por el Consejo de Gobierno y de dar instrucciones a los bancos centrales nacionales. También prepara las reuniones del Consejo de Gobierno y se encarga de la gestión ordinaria del BCE.

### Consejo de Gobierno
El Consejo de Gobierno es la máxima instancia decisoria del BCE. Está formado por los seis miembros del Comité Ejecutivo y los gobernadores de los 20 bancos centrales de la zona euro. Lo preside el presidente del BCE. Su misión primaria es definir la política monetaria de la zona euro y, en especial, fijar los tipos de interés al que los bancos comerciales pueden obtener dinero del banco central.
Desde enero de 2015 el consejo de gobierno del Banco Central Europeo donde se toman las políticas monetarias se reúne cada 6 semanas (en lugar de cada 4 como hasta ahora) y publica cuatro semanas más tarde en su página de Internet las actas de la reunión con resúmenes de la misma y las opiniones de los miembros del consejo de forma anónima.

### Consejo General
El Consejo General es el tercer organismo decisorio del BCE y puede definirse como un órgano transitorio, debido a que no todos los Estados miembros de la Unión han adoptado aún el euro. Está formado por el presidente del BCE, el vicepresidente y los gobernadores de los bancos centrales nacionales de los 27 Estados miembros de la UE. Contribuye al trabajo consultivo y de coordinación y ayuda a preparar la futura ampliación de la zona euro.

### Consejo de Supervisión
El Consejo de Supervisión se reúne dos veces al mes para debatir, planificar y ejecutar las tareas de supervisión del BCE. Asimismo, propone al Consejo de Gobierno proyectos de decisiones de acuerdo con el procedimiento de no objeción. Se compone de: un presidente (nombrado para un mandato de cinco años no renovable), un vicepresidente (elegido de entre los miembros del Comité Ejecutivo del BCE), cuatro representantes del BCE y representantes de los supervisores nacionales. Si la autoridad nacional supervisora designada por un Estado miembro no es un banco central nacional (BCN), el representante de la autoridad competente podrá estar acompañado por un representante de su BCN. En tal caso, los representantes se considerarán un solo miembro a efectos del procedimiento de voto.
Tras la elaboración de un proyecto de decisión, la decisión formal es emitida por el Comité Director. El Comité Director tiene como misión servir de apoyo al Consejo de Supervisión y se encarga de preparar sus reuniones. Se compone de: el presidente del Consejo de Supervisión, el vicepresidente del Consejo de Supervisión, un representante del BCE y cinco representantes de los supervisores nacionales. Los cinco representantes de los supervisores nacionales son nombrados por el Consejo de Supervisión para un mandato de un año de acuerdo con un sistema de rotación que asegura una representación equitativa de los países.
Se prevé una separación administrativa estricta entre las tareas de política monetaria y de supervisión del BCE. La toma de decisiones final sobre ambos asuntos, sin embargo, se lleva a cabo en el mismo órgano (el Consejo de Gobierno).

## Suscripción de capital
Aunque el Banco Central Europeo se rige directamente por la legislación de la Unión Europea y por tanto, no por ninguna legislación mercantil nacional aplicable a las empresas privadas, su puesta en marcha se asemejó a la de una sociedad anónima en el sentido de que el BCE tiene acciones y capital social.
El capital del BCE asciende a 10.825 millones de euros (1 de enero de 2015), que procede de los bancos centrales nacionales (BCN) de todos los Estados miembros de la UE que actúan como accionistas, aunque inicialmente contaba con 5.760 millones. La clave de la asignación de capital inicial se determinó en 1998 tomando en cuenta dos parámetros: la población de cada estado y su PIB. Este cálculo es variable y ajustable cada cinco años. Se ha modificado en seis ocasiones: se efectuaron ajustes quinquenales el 1 de enero de 2004, el 1 de enero de 2009 y el 1 de enero de 2014, y se realizaron nuevos ajustes el 1 de mayo de 2004 (con motivo de la adhesión de Chipre, Eslovaquia, Eslovenia, Estonia, Hungría, Letonia, Lituania, Malta, Polonia y la República Checa), el 1 de enero de 2007 (cuando Bulgaria y Rumanía se incorporaron a la UE) y el 1 de julio de 2013 (cuando Croacia ingresó en la UE). Las acciones del BCE no son transferibles y no pueden utilizarse como garantía.
En suma, todos los bancos centrales nacionales (BCN) de los Estados miembros de la Unión Europa participan en el capital del BCE. Los BCN no pertenecientes a la zona del euro deben desembolsar solo un pequeño porcentaje. 
La parte de la suscripción desembolsada por los BCN de la zona del euro asciende a un total de 8.875.217.621,22 euros, distribuida como sigue:
Contribución de los BCN pertenecientes a la zona del euro al capital del BCE
| Banco central nacional | Clave de capital % 1) | Capital desembolsado (€) |
| --- | --------------------- | ------------------------ |
| 1) Desde el inicio de la tercera fase de la Unión Económica y Monetaria el 1 de enero de 1999, la clave de capital se ha modificado en ocho ocasiones: se efectuaron ajustes quinquenales el 1 de enero de 2004, el 1 de enero de 2009, el 1 de enero de 2014 y el 1 de enero de 2019, y se realizaron nuevos ajustes el 1 de mayo de 2004 (con motivo de la adhesión de Chipre, Eslovaquia, Eslovenia, Estonia, Hungría, Letonia, Lituania, Malta, Polonia y la República Checa), el 1 de enero de 2007 (cuando se incorporaron Bulgaria y Rumanía), el 1 de julio de 2013 (cuando ingresó Croacia) y el 1 de febrero de 2020 (tras la retirada del Reino Unido de la UE). 2) El Hrvatska narodna banka (HNB) pasó a ser miembro del Eurosistema tras la entrada de Croacia en la zona del euro el 1 de enero de 2023. Por lo tanto, en esa fecha, HNB desembolsó el resto de su participación en el capital suscrito del BCE. 3) El incremento de las suscripciones de los BCN de la zona del euro como resultado de la retirada del Bank of England del Sistema Europeo de Bancos Centrales (antes de la incorporación de Croacia en la zona del euro) se dividió en dos pagos anuales (véanse las notas de prensa publicadas en el sitio web del BCE el 30 de enero de 2020). El desembolso del primero de estos dos pagos se efectuó el 29 de diciembre de 2021 y el otro se hizo efectivo el 28 de diciembre de 2022. |                       |                          |
| Nationale Bank van België/Banque Nationale de Belgique (Bélgica) | 2,9630                | 320.744.959,47           |
| Deutsche Bundesbank (Alemania) | 21,4394               | 2.320.816.565,68         |
| Eesti Pank (Estonia) | 0,2291                | 24.800.091,20            |
| Banc Ceannais na hÉireann/Central Bank of Ireland (Irlanda) | 1,3772                | 149.081.997,36           |
| Bank of Greece (Grecia) | 2,0117                | 217.766.667,22           |
| Banco de España (España) | 9,6981                | 1.049.820.010,62         |
| Banque de France (Francia) | 16,6108               | 1.798.120.274,32         |
| Hrvatska narodna banka (Croacia) 2) | 0,6595                | 71.390.921,62            |
| Banca d'Italia (Italia) | 13,8165               | 1.495.637.101,77         |
| Central Bank of Cyprus (Chipre) | 0,1750                | 18.943.762,37            |
| Latvijas Banka (Letonia) | 0,3169                | 34.304.447,40            |
| Lietuvos bankas (Lituania) | 0,4707                | 50.953.308,28            |
| Banque centrale du Luxembourg (Luxemburgo) | 0,2679                | 29.000.193,94            |
| Bank Ċentrali ta’ Malta/ Central Bank of Malta (Malta) | 0,0853                | 9.233.731,03             |
| De Nederlandsche Bank (Países Bajos) | 4,7662                | 515.941.486,95           |
| Oesterreichische Nationalbank (Austria) | 2,3804                | 257.678.468,28           |
| Banco de Portugal (Portugal) | 1,9035                | 206.054.009,57           |
| Banka Slovenije (Eslovenia) | 0,3916                | 42.390.727,68            |
| Národná banka Slovenska (Eslovaquia) | 0,9314                | 100.824.115,85           |
| Suomen Pankki – Finlands Bank (Finlandia) | 1,4939                | 161.714.780,61           |
| Total 3) | 81,9881               | 8.875.217.621,22         |

## Independencia

### Independencia política
Las instituciones de la Unión Europea y los gobiernos nacionales están obligados por los tratados a respetar la independencia del Banco Central Europeo. Ello implica que ni el BCE ni los bancos centrales nacionales (BCN) pueden solicitar o aceptar instrucciones de las instituciones y organismos de la Unión, ni de los gobiernos de los Estados en sí.
Para rendir cuentas, el BCE publica informes sobre sus actividades y tiene que presentar su informe anual al Parlamento Europeo, a la Comisión Europea, al Consejo de la Unión Europea y al Consejo Europeo. Además el Parlamento también es consultado y emite su opinión sobre los candidatos a la junta directiva.
A pesar de esto, y como resultado de la presión de los gobiernos de Francia y Grecia, algunas personas opinan que la independencia del BCE se ha visto limitada en los últimos años.

### Independencia financiera
Por otra parte, con objeto de que la institución pueda desempeñar sus funciones independientemente, el BCE está dotado de su propio presupuesto. Por tanto, los mecanismos financieros del BCE se mantienen separados de aquellos de la Unión Europea. Como ya se ha dicho, el capital del BCE está suscrito y desembolsado por los bancos centrales de la zona euro.

### Otras disposiciones
El Eurosistema ejerce sus funciones en el día a día, es decir, opera de manera independiente.
Los gobernadores de los bancos centrales y los miembros del Comité Ejecutivo tienen garantizada la seguridad de sus cargos. Ello se debe a varias razones, por ejemplo, para salvaguardarlos de maniobras políticas. Algunas disposiciones son las siguientes:
- Los gobernadores de un banco central disponen de un mandato mínimo de cinco años.
- Los miembros del Comité Ejecutivo del BCE tienen un mandato no renovable de ocho años.
- Su cese vendría únicamente dado en caso de incapacidad o falta grave.

## Transparencia
La mayoría de bancos centrales en la actualidad consideran la transparencia como una prioridad. La transparencia, en principio, contribuye a una mejor comprensión por parte del público y mercados de la política monetaria que lleva a cabo el BCE.
La transparencia de la política monetaria se estructura en tres pilares. Según el BCE, la dota de una mayor credibilidad y eficacia. Ellos son:
- Credibilidad,
- Autodisciplina, y
- Predictibilidad.

Sin embargo, el BCE, esta sujeto a menos obligaciones de transparencia en comparación con los estándares de otras instituciones de la UE y otros bancos centrales importantes. Como señala Transparencia Internacional: «Los Tratados establecen la transparencia y la apertura como principios de la UE y sus instituciones. Sin embargo, le otorgan al BCE una exención parcial de estos principios. Según el artículo 15 (3) del TFUE, El BCE está obligado por los principios de transparencia de la UE "solo cuando ejerce [sus] tareas administrativas" (la exención, que deja el término "tareas administrativas" indefinidas, se aplica igualmente al Tribunal de Justicia de la Unión Europea y al Banco Europeo de Inversiones). ) ».
Algunos ejemplos que demuestran que el BCE es menos transparente que otras instituciones:
- Secreto de voto: mientras que otros bancos centrales hacen públicos sus registros de votación, las decisiones tomadas por el Consejo de Gobierno del BCE son tomadas con total discreción. Sin embargo, desde 2014, el BCE publica resúmenes de sus reuniones de política monetaria, aunque éstas siguen siendo bastante vagas y no incluyen las votaciones individuales.[38]
- Acceso a la documentación: La obligación de los organismos de la UE de hacer que los documentos sean de libre acceso después de un embargo de 30 años se aplica al BCE. Sin embargo, según el Reglamento interno del BCE, el Consejo de Gobierno puede decidir mantener los documentos individuales clasificados más allá del período de 30 años.

## Sede

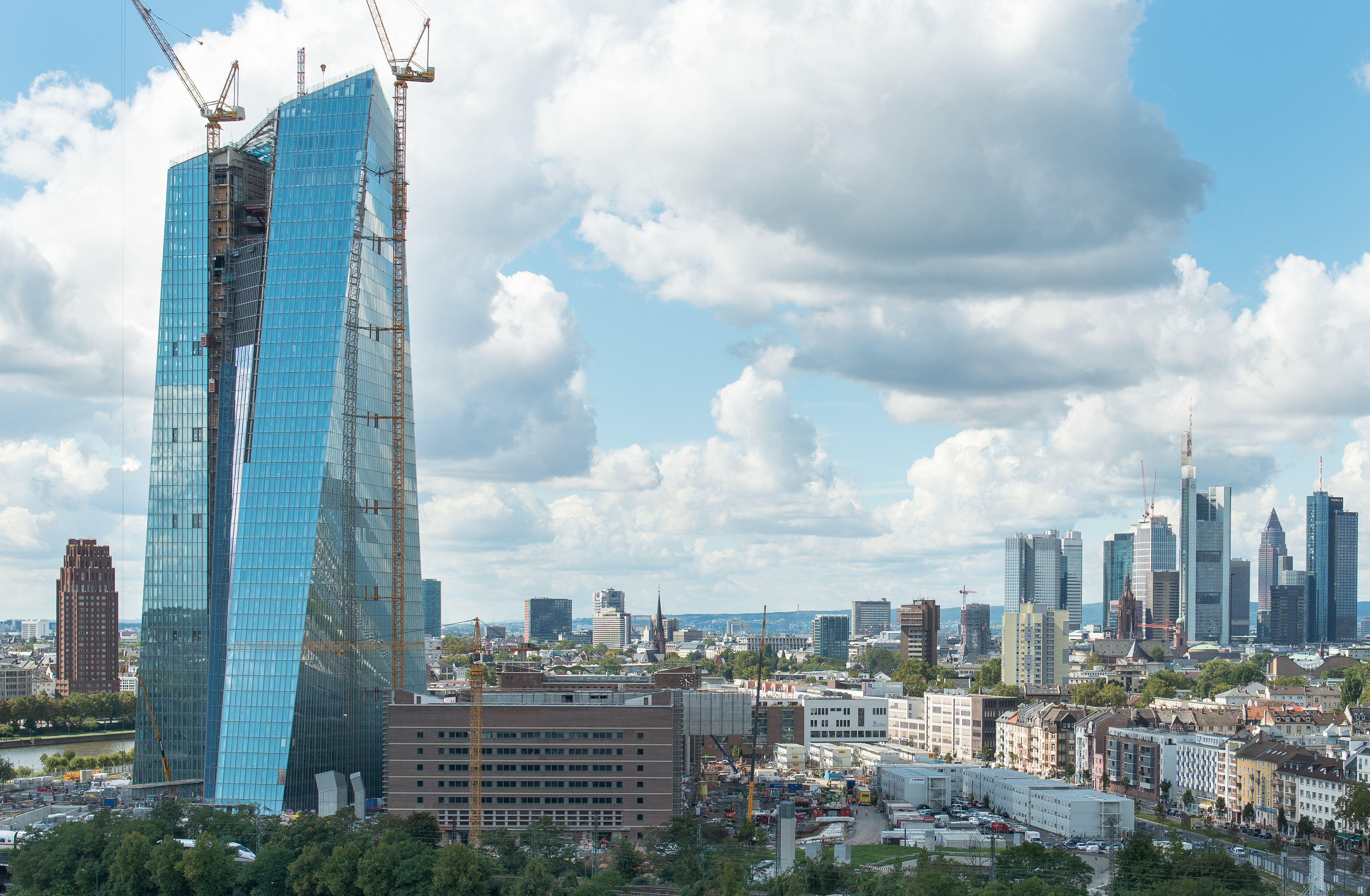
Nueva sede del Banco Central Europeo, en Fráncfort cuando estaba en construcción.

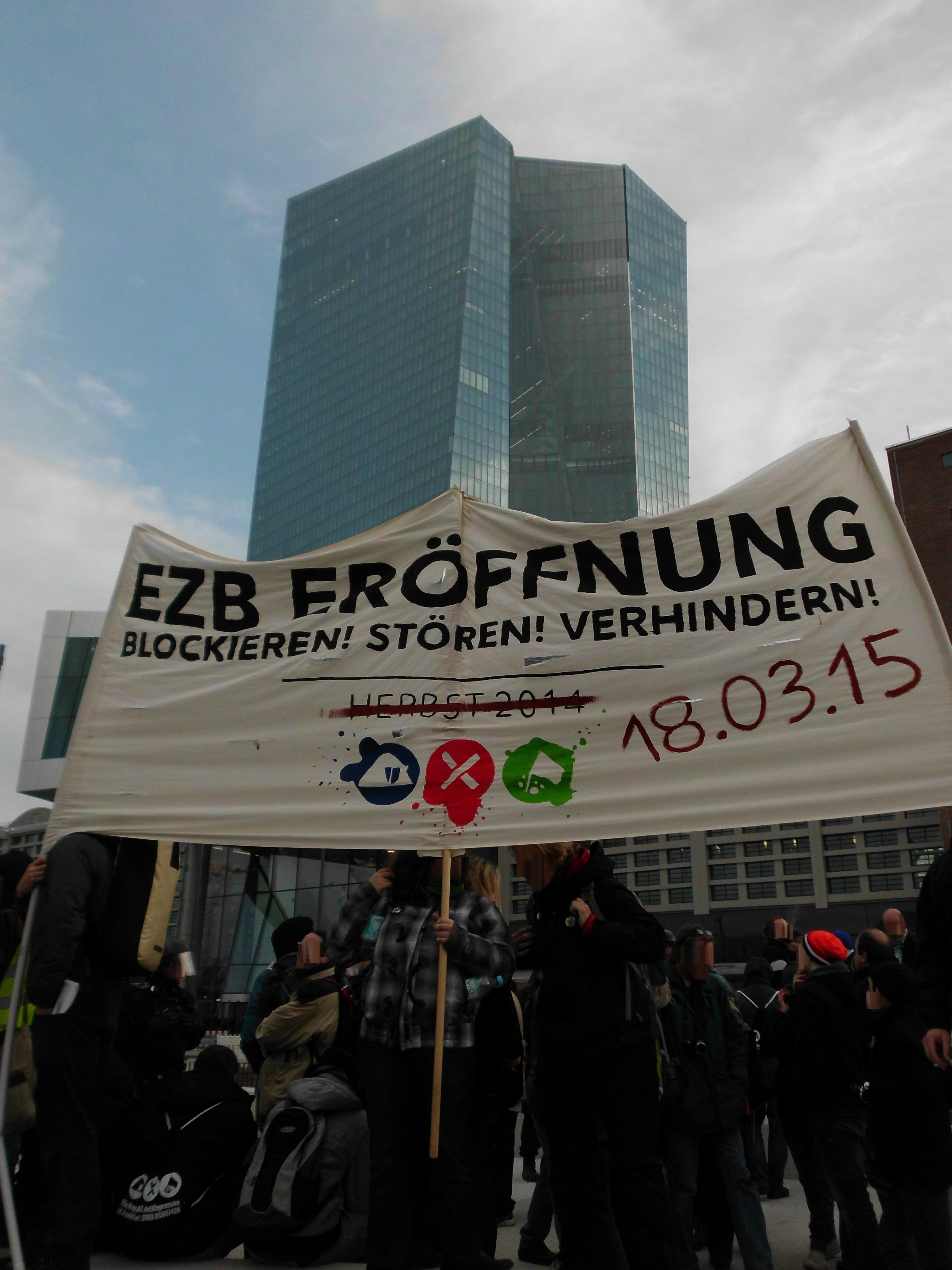
Manifestación frente al recién construido BCE (2014)

El Banco Central Europeo tiene su sede en Fráncfort, el centro financiero más grande en la eurozona. Su ubicación en la ciudad se fijó, junto con otras instituciones, por el Tratado de Ámsterdam. El banco ocupó primero el edificio Eurotower, hasta que finalizaron las obras de construcción de su nueva sede en el lugar donde antes se encontraba el mercado mayorista Großmarkthalle.
El diseño del nuevo edificio se decidió en un concurso internacional de arquitectura que promovió esta institución en 1999 y fue realizado por un estudio con sede en Viena llamado Coop Himmelb(l)au.
La nueva construcción es de aproximadamente 180 metros de altura (el edificio anterior es de 148 metros de alto) y está acompañado de otros edificios secundarios en una zona ajardinada de la ribera del río Meno. Tras su finalización en 2014, se esperaba que el edificio se convirtiese en un símbolo arquitectónico para la Unión Europea. Alberga el doble de la cantidad de personal que trabajaba en la Eurotower.
La inauguración del nuevo edificio provocó gran rechazo ciudadano en Fráncfort, debido a que el coste total de la nueva sede alcanzó los 1300 millones de euros, alrededor de un 30% más del presupuesto inicial, en una época de crisis económica en Europa y políticas de austeridad.